# E98
La ruta europea E98 és una carretera que forma part de la Xarxa de carreteres europees. Comença a Topboğazi (Ucraïna) i finalitza a Cilvegözü (Turquia). Té una longitud de 64 km. Té una orientació d'est a oest fins a la frontera amb Síria.